# 秦緗業
秦緗業（1822年—1883年），字應華，號澹如，江蘇無錫人。

## 生平
与孙衣言、谭献等友善。道光二十六年（1846年）副貢，充史館謄錄。屢試不中。官至浙江鹽運使。辭官後主持杭州東城書舍，修《杭州府志》。同治三年，在上海得「御筆圖」，吩付黃埠墩僧舍保管。光緒年間，倡導成立“消寒吟社”。光绪九年（1883年），去世。緗業善書畫，亦好交易畫作，经常为顾文彬牵线。同治十一年（1872年），秦缃业从鲍氏后人手中收购唐寅《王文恪公出山图》。有《虹橋老屋遺稿》九卷，又著有《續資治通鑑長編拾補》，另有未刊著作《微雲庵詞錄》、《虹橋老屋詞》等。

## 家族
秦瀛第四子，比长兄秦缃武小四十二岁。